# Liste der Kulturgüter in Neuenegg
Die Liste der Kulturgüter in Neuenegg enthält alle Objekte in der Gemeinde Neuenegg im Kanton Bern, die gemäss der Haager Konvention zum Schutz von Kulturgut bei bewaffneten Konflikten, dem Bundesgesetz vom 20. Juni 2014 über den Schutz der Kulturgüter bei bewaffneten Konflikten sowie der Verordnung vom 29. Oktober 2014 über den Schutz der Kulturgüter bei bewaffneten Konflikten unter Schutz stehen.
Objekte der Kategorie A sind im Gemeindegebiet nicht ausgewiesen, Objekte der Kategorie B sind vollständig in der Liste enthalten, Objekte der Kategorie C fehlen zurzeit (Stand: 24. März 2024). Unter übrige Baudenkmäler sind geschützte Objekte zu finden, die im Bauinventar des Kantons Bern als «schützenswert» verzeichnet sind.

## Kulturgüter
| Foto | | Objekt                                                                     | Kat. | Typ | Standort                                         | Beschreibung |
| ---- | --- | -------------------------------------------------------------------------- | ---- | --- | ------------------------------------------------ | --- |
| ja   | Datei hochladen · Wikidata zu Reformierte Kirche, Pfarrhaus, Ofenhaus und gedeckte Treppe (Q29673642) | Reformierte Kirche, Pfarrhaus, Ofenhaus und gedeckte Treppe KGS-Nr.: 01102 | B    | G   | Kirchgasse 19, Hostudenweg 3, 3a 589325 / 194010 | Der Kern dieses Kirchengebäudes geht bis auf das 11. Jahrhundert zurück; das Kirchenschiff stammt aus dem 13./14. Jahrhundert, der Chor entstand um 1452 und der Kirchturm um 1512 bis 1516. Zur bemerkenswerten Ausstattung gehören unter anderem das Sakramentshäuschen aus dem frühen 16., die Kanzel aus dem 17. sowie Glasscheiben aus dem 16. und 20. Jahrhundert. Nebenan steht das von 1736 bis 1738 erbaute Pfarrhaus, ein repräsentativer kubischer Putzbau unter hohem geknicktem Walmdach. |

## Übrige Baudenkmäler
Hinweis: Anstelle der KGS-Nummer wird als Objekt-Identifikator (ID) die Grundstücksnummer verwendet.
| ID   | Foto |                 | Objekt                                                             | Typ | Standort                                         | Beschreibung |
| ---- | ---- | --------------- | ------------------------------------------------------------------ | --- | ------------------------------------------------ | ------------ |
| 2    | ja   | Datei hochladen | Denkmal der Schlacht bei Neuenegg (1866)                           | K   | Denkmal N.N. 589988 / 194012                     |              |
| 4    | ja   | Datei hochladen | Ehemaliges Ofen- und Waschhaus mit Speicher (1770)                 | G   | Hostudenweg 3a 589284 / 194003                   |              |
| 5    | ja   | Datei hochladen | Grabmal der Gefallenen der Schlacht bei Neuenegg (1864)            | K   | Chäppeli N.N. 590118 / 194078                    |              |
| 17   | ja   | Datei hochladen | Ehemaliges Schulhaus (1852)                                        | G   | Brambergstrasse 30 587803 / 195052               |              |
| 23   | ja   | Datei hochladen | Kirchhofmauer und gedeckter Treppenaufgang (1659)                  | G   | Kirchgasse 19a 589322 / 193988                   |              |
| 30   | ja   | Datei hochladen | Ehemaliges Primarschulhaus (1903)                                  | G   | Thörishaus, Sensemattstrasse 6 593320 / 193680   |              |
| 34   | ja   | Datei hochladen | Brambergdenkmal (1853)                                             | K   | Bramberg N.N. 588125 / 195665                    |              |
| 55   | ja   | Datei hochladen | Verwaltungsgebäude Wander AG (1916/17)                             | G   | Fabrikstrasse 10 589483 / 193754                 |              |
| 55   | ja   | Datei hochladen | Ehemalige Villa (1902)                                             | G   | Kirchgasse 2 589309 / 193788                     |              |
| 164  | ja   | Datei hochladen | Ehemalige Wirtschaft zum Rössli (1902)                             | G   | Austrasse 7 589849 / 193740                      |              |
| 194  | BW   | Datei hochladen | Bauernhaus (1851)                                                  | G   | Freiburghaus 280 587897 / 194107                 |              |
| 214  | BW   | Datei hochladen | Bauernhaus (Mitte 18. Jh.)                                         | G   | Grund 333 590696 / 194105                        |              |
| 222  | BW   | Datei hochladen | Speicher (2. Hälfte 18. Jh.)                                       | G   | Grund 333c 590731 / 194108                       |              |
| 227  | ja   | Datei hochladen | Schulanlage Au (1970/71)                                           | G   | Austrasse 92, 94 590670 / 193605                 |              |
| 229  | BW   | Datei hochladen | Speicher (1738)                                                    | G   | Sürihubel 129b 587883 / 196237                   |              |
| 267  | BW   | Datei hochladen | Speicher (1720)                                                    | G   | Nesslerenstrasse 22c 588209 / 194611             |              |
| 345  | BW   | Datei hochladen | Bauernhaus (1812)                                                  | G   | Denkmalstrasse 3 589784 / 193814                 |              |
| 365  | BW   | Datei hochladen | Stöckli (1847)                                                     | G   | Süri 57 587781 / 196654                          |              |
| 365  | BW   | Datei hochladen | Bauernhaus (1843)                                                  | G   | Süri 58 587807 / 196644                          |              |
| 385  | ja   | Datei hochladen | Wohnstock, sogenanntes Schlössli (17. Jh.)                         | G   | Thörishaus, Wittenmattstrasse 3 593243 / 193805  |              |
| 385  | ja   | Datei hochladen | Ehemalige Remise des Schlösslis (18. Jh.)                          | G   | Thörishaus, Wittenmattstrasse 3a 593252 / 193824 |              |
| 385  | ja   | Datei hochladen | Ehemaliger Speicher (18./19. Jh.)                                  | G   | Thörishaus, Wittenmattstrasse 5 593259 / 193831  |              |
| 427  | ja   | Datei hochladen | Stöckli (1756)                                                     | G   | Freiburghaus 285 587878 / 193998                 |              |
| 444  | BW   | Datei hochladen | Speicher (1733/34)                                                 | G   | Flüestrasse 28 589617 / 194099                   |              |
| 472  | BW   | Datei hochladen | Bauernhaus (1835)                                                  | G   | Bärfischenhaus 1 585768 / 195926                 |              |
| 579  | BW   | Datei hochladen | Bauernhaus (1745)                                                  | G   | Riedli 251 587270 / 194154                       |              |
| 579  | BW   | Datei hochladen | Speicher (1747)                                                    | G   | Riedli 251d 587295 / 194142                      |              |
| 600  | BW   | Datei hochladen | Ehemaliges Bauernhaus (1777)                                       | G   | Däntsch 52 587737 / 196349                       |              |
| 616  | BW   | Datei hochladen | Ofenhaus (Mitte 19. Jh.)                                           | G   | Süri 55a 587664 / 196602                         |              |
| 624  | ja   | Datei hochladen | Ehemaliges Bauernhaus, heute Gemeindehaus (1830)                   | G   | Dorfstrasse 16 589630 / 193677                   |              |
| 669  | BW   | Datei hochladen | Stöckli (1808)                                                     | G   | Wyden 204 586555 / 194838                        |              |
| 674  | BW   | Datei hochladen | Ehemaliges Ofenhaus mit Wagnerei (1823)                            | G   | Wyden 205e 586553 / 194813                       |              |
| 768  | ja   | Datei hochladen | Bauernhaus (1778)                                                  | G   | Nesslerenstrasse 20 588155 / 194545              |              |
| 783  | BW   | Datei hochladen | Speicher (1708)                                                    | G   | Riedli 253c 587123 / 194076                      |              |
| 799  | ja   | Datei hochladen | Speicher (1736)                                                    | G   | Buechli 178c 587069 / 194874                     |              |
| 1003 | ja   | Datei hochladen | Bauernhaus (1755)                                                  | G   | Freiburghaus 278 588015 / 194078                 |              |
| 1024 | ja   | Datei hochladen | Ölestöckli (um 1870)                                               | G   | Oeleweg 1 589714 / 193702                        |              |
| 1145 | ja   | Datei hochladen | Ehemaliges Gemeinde- und Schulhaus (1813/14)                       | G   | Hostudenweg 4 589257 / 194034                    |              |
| 1216 | BW   | Datei hochladen | Fabrikantenvilla (1922/23)                                         | G   | Thörishaus, Gummenstrasse 6 593041 / 193828      |              |
| 1317 | ja   | Datei hochladen | Geländepanzerhindernis Freiburghaus, Nr. T 736 (1941)              | G   | Freiburghaus N.N. 587264 / 193792                |              |
| 1604 | ja   | Datei hochladen | Stock (1548), heute Begegnungsstätte und Atelier                   | G   | Thörishaus, Talstrasse 32 593337 / 193448        |              |
| 1754 | BW   | Datei hochladen | Speicher (1740)                                                    | G   | Bärfischenhaus 12a 585886 / 196395               |              |
| 1761 | BW   | Datei hochladen | Ehemaliges Taunerhaus (1638)                                       | G   | Neuriedere 383 590989 / 194895                   |              |
| 1762 | ja   | Datei hochladen | Steinbrücke über die Sense, sogenannte Steinige Brücke (1852–1854) | G   | Oberflamatt N.N. 591679 / 193559                 |              |
| 1838 | BW   | Datei hochladen | Ofenhaus (1758)                                                    | G   | Natershus 356 591019 / 194195                    |              |
| 1988 | ja   | Datei hochladen | Gasthof Sternen (um 1840)                                          | G   | Laupenstrasse 1 589476 / 193577                  |              |
| 2096 | BW   | Datei hochladen | Ehemaliges Bauernhaus, Jaggishaus (1753)                           | G   | Wyden 210 586552 / 194762                        |              |
| 2105 | BW   | Datei hochladen | Stöckli (1845)                                                     | G   | Bärfischenhaus 11 585973 / 196401                |              |
| 2277 | BW   | Datei hochladen | Speicher (frühes 19. Jh.)                                          | G   | Freiburghaus 278a 587981 / 194080                |              |
| 2277 | BW   | Datei hochladen | Ehemaliges Ofenhaus (1765)                                         | G   | Freiburghaus 278b 588011 / 194043                |              |
| 2334 | BW   | Datei hochladen | Ehemaliges Jagdschlösschen (Ende 18. Jh.)                          | G   | Heitere 477 590291 / 196380                      |              |
| 2335 | BW   | Datei hochladen | Wohnhaus mit kleinem Stall (1. Hälfte 19. Jh.)                     | G   | Heitere 477a 590266 / 196405                     |              |
| 2392 | ja   | Datei hochladen | Stöckli (1753)                                                     | G   | Nesslerenstrasse 16 588179 / 194526              |              |